# Gilbert Gouffier
Gilbert Gouffier, né le 6 janvier 1553 au Château d'Oiron et mort le 16 octobre 1582 est le 2e duc de Roannais, marquis de Boisy, comte de Maulévrier et de Caravas.

## Biographie
Né en janvier 1553, il est le fils aîné de Claude Gouffier, Grand écuyer de France, 1er duc de Roannais, et de sa deuxième épouse, Françoise de Brosse, fille du comte de Penthièvre. Il est le petit-fils d'Artus Gouffier, Grand-maître de France.
En 1566, il est nommé gouverneur d'Amboise. En 1570, à la mort de son père, il devient 2e duc de Roannais.
Il se marie le 30 mars 1572 avec Jeanne de Cossé (1552-1618) fille d'Artus de Secondigny, comte de Secondigny, maréchal de France (le maréchal de Cossé), gouverneur d'Orléans, Touraine et Maine. Ils auront un fils, Louis Gouffier, 3e duc de Roannais.
Il meurt le 16 octobre 1582 à l'âge de vingt-neuf ans.